# Glas naroda (Njujork)
Glas naroda bio je list slovenačkih radnika u Americi. Uređivan je i štampan u Njujorku, od 1893. do 1963. godine.

## Opšte informacije
Glas naroda, koji je prvi put objavljen 1893 godine, prvo je zlazio kao nedeljnik, da bi od 1898. godine štampan dva puta nedeljno. Od 1901 izlazio je tri puta nedeljno, a od 1902 štampan je kao dnevni čist. Od 1940. godine ponovo se promenila njegova učestalost izlaženja. 
Njegov prvi urednik i štampar bio je Fran Sakser. 
Glas naroda će ostati zapamćen kao najrasprostranjenije slovenačka novina u Americi, sa 14.000 objavljenih primeraka, u formi dnevnog lista. 
Po svojim stavovima bio je to umereno politički list. Za vreme i posle Drugog svetskog rata, zalagao se za sveobuhvatnu pomoć razorenoj Jugoslaviji.

## Spoljašnje veze
- Glas naroda: najstarejši list slovenskih delavcev v Ameriki  Na: www.europeana.eu (језик: словеначки)